# Batalha, Alagoas
Batalha là một đô thị thuộc bang Alagoas, Brasil. Đô thị này có diện tích 322,5 km², dân số năm 2007 là 15705 người, mật độ 48,7 người/km².